# Palazzo Venturi Gallerani
Il Palazzo Venturi Gallerani è un edificio storico di Siena, situato nel centro storico della città in via delle Cerchia 5, a pochi passi dalla Pinacoteca nazionale.

## Storia e descrizione
Edificato come residenza privata della nobile famiglia senese Venturi Gallerani, la sua costruzione risale al XVII secolo, con ampli rifacimenti successivi. Di particolare interesse è la decorazione pittorica ad affresco del piano nobile, realizzata da Luigi Ademollo nel 1794, raffigurante soggetti mitologici ed epici ellenistici. Al piano terra è situata la cappella interna del palazzo, intitolata al B. Andrea Gallerani, anch'essa decorata alla fine del sec. XVIII da Luigi Ademollo, con soggetti sacri riferiti alla vita del Beato antenato della famiglia.